# Hastings—Lennox and Addington—Tyendinaga
Pour les articles homonymes, voir Hastings, Lennox et Addington.
Circonscription électorale fédérale du Canada
Hastings—Lennox and Addington—Tyendinaga ((précédemment connue sous le nom de Hastings—Lennox and Addington) est une circonscription électorale fédérale située en Ontario.

## Géographie
La circonscription consiste en le comté de Hastings, le comté de Lennox et Addington, une partie de la ville de Belleville située au nord de l'autoroute 401 (autoroute Macdonald-Cartier), une partie de la ville de Quinte West, les villes de Bancroft, de Deseronto et de Napanee, les municipalités de Centre Hastings (en), Hastings Highlands (en), Marmora and Lake (en), et Tweed (en), les cantons d'Addington Highlands (en), Carlow/Mayo (en), Faraday (en), Limerick (en), Loyalist, Madoc, Stirling-Rawdon (en), Stone Mills (en), Tudor and Cashel (en) et Wollaston, et la réserve indienne de Tyendinaga.
Les circonscriptions limitrophes sont Baie de Quinte, Northumberland—Clarke, Peterborough, Haliburton—Kawartha Lakes, Algonquin—Renfrew—Pembroke, Lanark—Frontenac et Kingston et les Îles.
En 2015, les circonscriptions limitrophes étaient Haliburton—Kawartha Lakes—Brock, Peterborough—Kawartha, Northumberland—Peterborough-Sud, Baie de Quinte, Kingston et les Îles, Lanark—Frontenac—Kingston et Renfrew—Nipissing—Pembroke.

## Historique
La circonscription de Hastings—Lennox and Addington est créée en 2013 à partir des circonscriptions de Lanark—Frontenac—Lennox and Addington et Prince Edward—Hastings.
À la suite du découpage de la carte électorale de 2022-2023, la circonscription gagne au sud-ouest une partie de la circonscription de Baie de Quinte consistant au territoire au nord de l'autoroute 401 entre la rue Sydney et la rivière Trent, longeant ensuite cette rivière jusqu'à la pointe de Wilson Island, sauf pour une partie définie par le chemin Fish and Game Club à partir de la rivière, le chemin Flyboy, le chemin Frankford, le chemin Collins prolongé en chemin McMullen et le chemin Harrington jusqu'à la rivière,. La circonscription est renommée Hastings—Lennox and Addington—Tyendinaga.  

## Députés
| Législature | Années        | Député              | Parti | Parti        |
| --- | ------------- | ------------------- | ----- | ------------ |
| Hastings—Lennox and Addington issue d'une partie de Lanark—Frontenac—Lennox and Addington et Prince Edward—Hastings |               |                     |       |              |
| 42e | 2015–2019     | Mike Bossio         |       | Libéral      |
| 43e | 2019–2021     | Derek Sloan         |       | Conservateur |
| 43e | 2021          | Derek Sloan         |       | Indépendant  |
| 44e | 2021–2025     | Shelby Kramp-Neuman |       | Conservateur |
| Hastings—Lennox and Addington—Tyendinaga                                                                            |               |                     |       |              |
| 45e | 2025–en cours | Shelby Kramp-Neuman |       | Conservateur |

## Résultats électoraux
|       | Candidat        | Parti        | # de voix | % des voix |
|       | Daryl Kramp     | Conservateur | +20 879,  | 41,93 %    |
|       | (X) Mike Bossio | Libéral      | +21 104,  | 42,38 %    |
|       | Betty Bannon    | NPD          | +06 348,  | 12,75 %    |
|       | Cam Mather      | Vert         | +01 466,  | 2,94 %     |
| Total | Total           | Total        | 49 797    | 100 %      |